# Australian Open 2016 – dvouhra kvadruplegiků
Do soutěže dvouhry kvadruplegiků na Australian Open 2016 nastoupili čtyři tenisté, z nichž každý odehrál tři vzájemná utkání v základní skupině. První dva v pořadí postoupili do finále.
Obhájcem titulu byl Australan Dylan Alcott, který ve finále porazil 41letého amerického hráče Davida Wagnera po hladkém dvousetovém průběhu 6–2 a 6–2 za 64 minut. 25letý australský tenista, a také basketbalový paralympijský vítěz, vybojoval třetí grandslamovou trofej.

## Pavouk
| Legenda                                                       |                                                                        |                                                   |
| - Q – kvalifikant - WC – divoká karta - LL – šťastný poražený | - Alt – náhradník - SE – zvláštní výjimka - PR/SR – žebříčková ochrana | - w/o – bez boje - r – skreč - d – diskvalifikace |

### Finále
| Finále |              |   |   |  |
|        |              |   |   |  |
|        |              |   |   |  |
|        | Dylan Alcott | 6 | 6 |  |
|        | David Wagner | 2 | 2 |  |

### Základní skupina
|  |                  | Alcott        | Lapthorne     | Sithole       | Wagner        | Zápasy | Sety | Hry   | Pořadí |
|  | Dylan Alcott     |               | 6–0, 6–4      | 6–4, 5–7, 6–3 | 7–5, 6–1      | 3–0    | 6–1  | 42–24 | 1.     |
|  | Andrew Lapthorne | 0–6, 4–6      |               | 6–2, 1–6, 0–6 | 6–2, 2–6, 6–4 | 1–2    | 3–5  | 25–38 | 4.     |
|  | Lucas Sithole    | 4–6, 7–5, 3–6 | 2–6, 6–1, 6–0 |               | 2–6, 3–6      | 1–2    | 3–5  | 33–36 | 3.     |
|  | David Wagner     | 5–7, 1–6      | 2–6, 6–2, 4–6 | 6–2, 6–3      |               | 1–2    | 3–4  | 30–32 | 2.     |